# Rusty Smith
Rusty Smith (né le 27 août 1979) est un patineur de patinage de vitesse sur piste courte américain.

## Jeux olympiques
- Jeux olympiques d'hiver de 2002 à Salt Lake City  États-Unis:
  -  Médaille de bronze sur 500m.
- Jeux olympiques d'hiver de 2006 à Turin  Italie:
  -  Médaille de bronze en relais sur 5000m.